# Авіація далекої дії
Авіація далекої дії, також далека авіація — різновид стратегічної авіації у радянських ВПС, що призначався для ураження військових об'єктів у глибокому тилу противника, на континентальних і океанських (морських) ТВД та ведення оперативної і стратегічної повітряної розвідки.
Найважливішими бойовими властивостями авіації далекої дії є: велика дальність дії; здатність завдавати потужних і точних ударів по різних об'єктах (у тому числі рухомим) в будь-яких умовах погоди, вдень і вночі; висока маневреність, що дозволяє в найкоротші терміни переносити удари з одних об'єктів на інші на далеко віддалених один від одного операційних напрямках і ТВД. Застосовується АДД за планом Верховного Головнокомандування. Вона може брати участь у повітряних операціях ВПС, операціях інших видів Збройних Сил і проводити самостійні повітряні операції.
Основний спосіб бойового застосування АДД в операціях — завдавання масованих ударів з рішучими цілями (знищення або руйнування об'єктів противника) в короткі терміни. Поставлені завдання вона виконує, як правило, у взаємодії з іншими видами авіації, а також силами і засобами інших видів Збройних Сил. На озброєнні АДД знаходилися всепогодні стратегічні й далекі ракетоносці і бомбардувальники. Для збільшення дальності дії застосовується дозаправлення літаків паливом у повітрі. Засобами поразки є авіаційні ракети класу «повітря — поверхня» і авіаційні бомби різного призначення як зі звичайними, так і з ядерними зарядами. Бойові порядки частин АДД при завдаванні ударів складаються з ударних угруповань і груп забезпечення.